# Lista de fórmulas envolvendo π
Esta é uma lista de fórmulas significantes envolvendo a constantes matemática {\displaystyle \scriptstyle {\pi }}.

## Geometria euclidiana
{\displaystyle \pi =C/d\!}
sendo C o perímetro da circunferência e d seu diâmetro.

{\displaystyle A=\pi r^{2}\!}
sendo A a área da circunferência e r seu raio.

{\displaystyle V={4 \over 3}\pi r^{3}\!}
sendo V o volume da esfera e r seu raio.

{\displaystyle SA=4\pi r^{2}\!}
sendo SA a área da superfície da esfera e r seu raio.

## Física
- Constante cosmológica:

{\displaystyle \Lambda ={{8\pi G} \over {3c^{2}}}\rho \!}
- Princípio da incerteza de Heisenberg:

{\displaystyle \Delta x\,\Delta p\geq {\frac {h}{4\pi }}\!}
- Equações de campo de Einstein da relatividade geral:

{\displaystyle R_{\mu \nu }-{\frac {1}{2}}g_{\mu \nu }R+\Lambda g_{\mu \nu }={8\pi G \over c^{4}}T_{\mu \nu }\!}
- Lei de Coulomb da força elétrica:

{\displaystyle F={\frac {\left|q_{1}q_{2}\right|}{4\pi \varepsilon _{0}r^{2}}}\!}
- Permeabilidade magnética do espaço livre:

{\displaystyle \mu _{0}=4\pi \cdot 10^{-7}\,\mathrm {N/A^{2}} \!}
- Período de um pêndulo com pequena amplitude:

{\displaystyle T\approx 2\pi {\sqrt {\frac {L}{g}}}\!}
- Fórmula da flambagem:

{\displaystyle F={\frac {\pi ^{2}EI}{L^{2}}}}

## Fórmulas resultandoπ{\displaystyle \scriptstyle {\pi }}

### Integrais
{\displaystyle \int \limits _{-\infty }^{\infty }{\text{sech}}(x)dx=\pi \!}
{\displaystyle \int \limits _{-\infty }^{\infty }\int \limits _{t}^{\infty }e^{-1/2t^{2}-x^{2}+xt}dxdt=\int \limits _{-\infty }^{\infty }\int \limits _{t}^{\infty }e^{-t^{2}-1/2x^{2}+xt}dxdt=\pi \!}
{\displaystyle \int \limits _{-1}^{1}{\sqrt {1-x^{2}}}\,dx={\frac {\pi }{2}}\!}
{\displaystyle \int \limits _{-1}^{1}{\frac {dx}{\sqrt {1-x^{2}}}}=\pi \!}
{\displaystyle \int \limits _{-\infty }^{\infty }{\frac {dx}{1+x^{2}}}=\pi \!} (forma integral de arctan sobre o domínio dos inteiros, dando o período da tan).
{\displaystyle \int \limits _{-\infty }^{\infty }e^{-x^{2}}\,dx={\sqrt {\pi }}\!} (ver Integral Gaussiana).
{\displaystyle \oint {\frac {dz}{z}}=2\pi i\!} (quando a trajetória de integração percorre uma vez no sentido anti-horário em torno de 0. Ver também fórmula integral de Cauchy)
{\displaystyle \int \limits _{-\infty }^{\infty }{\frac {\sin x}{x}}\,dx=\pi \!}
{\displaystyle \int \limits _{0}^{1}{x^{4}(1-x)^{4} \over 1+x^{2}}\,dx={22 \over 7}-\pi \!} (ver também prova de que 22/7 é maior que π).

### Séries infinitas eficientes
{\displaystyle \sum _{k=0}^{\infty }{\frac {k!}{(2k+1)!!}}=\sum _{k=0}^{\infty }{\frac {2^{k}k!^{2}}{(2k+1)!}}={\frac {\pi }{2}}\!} (ver também duplo fatorial)
{\displaystyle 12\sum _{k=0}^{\infty }{\frac {(-1)^{k}(6k)!(13591409+545140134k)}{(3k)!(k!)^{3}640320^{3k+3/2}}}={\frac {1}{\pi }}\!} (ver algoritmo de Chudnovsky)
{\displaystyle {\frac {2{\sqrt {2}}}{9801}}\sum _{k=0}^{\infty }{\frac {(4k)!(1103+26390k)}{(k!)^{4}396^{4k}}}={\frac {1}{\pi }}\!} (ver Séries de Ramanujan–Sato)
{\displaystyle {\frac {\sqrt {3}}{6^{5}}}\sum _{k=0}^{\infty }{\frac {((4k)!)^{2}(6k)!}{9^{k+1}(12k)!(2k)!}}\left({\frac {127169}{12k+1}}-{\frac {1070}{12k+5}}-{\frac {131}{12k+7}}+{\frac {2}{12k+11}}\right)=\pi \!}
As seguintes são eficientes para calcular dígitos binários arbitrários de pi:
{\displaystyle \sum _{k=0}^{\infty }{\frac {1}{16^{k}}}\left({\frac {4}{8k+1}}-{\frac {2}{8k+4}}-{\frac {1}{8k+5}}-{\frac {1}{8k+6}}\right)=\pi \!} (ver fórmula BBP)
{\displaystyle {\frac {1}{2^{6}}}\sum _{n=0}^{\infty }{\frac {{(-1)}^{n}}{2^{10n}}}\left(-{\frac {2^{5}}{4n+1}}-{\frac {1}{4n+3}}+{\frac {2^{8}}{10n+1}}-{\frac {2^{6}}{10n+3}}-{\frac {2^{2}}{10n+5}}-{\frac {2^{2}}{10n+7}}+{\frac {1}{10n+9}}\right)=\pi \!}

### Outras séries infinitas
{\displaystyle \zeta (2)={\frac {1}{1^{2}}}+{\frac {1}{2^{2}}}+{\frac {1}{3^{2}}}+{\frac {1}{4^{2}}}+\cdots ={\frac {\pi ^{2}}{6}}\!}   (ver também problema de Basileia e função zeta de Riemann)
{\displaystyle \zeta (4)={\frac {1}{1^{4}}}+{\frac {1}{2^{4}}}+{\frac {1}{3^{4}}}+{\frac {1}{4^{4}}}+\cdots ={\frac {\pi ^{4}}{90}}\!}
{\displaystyle \zeta (2n)=\sum _{k=1}^{\infty }{\frac {1}{k^{2n}}}\,={\frac {1}{1^{2n}}}+{\frac {1}{2^{2n}}}+{\frac {1}{3^{2n}}}+{\frac {1}{4^{2n}}}+\cdots =(-1)^{n+1}{\frac {B_{2n}(2\pi )^{2n}}{2(2n)!}}\!} , sendo B2n um números de Bernoulli.
{\displaystyle \sum _{n=1}^{\infty }{\frac {3^{n}-1}{4^{n}}}\,\zeta (n+1)=\pi \!}
{\displaystyle \sum _{n=0}^{\infty }{\left({\frac {(-1)^{n}}{2n+1}}\right)}^{1}={\frac {1}{1}}-{\frac {1}{3}}+{\frac {1}{5}}-{\frac {1}{7}}+{\frac {1}{9}}-\cdots =\arctan {1}={\frac {\pi }{4}}\!}   (ver Fórmula de Leibniz para π)
{\displaystyle \sum _{n=0}^{\infty }{\left({\frac {(-1)^{n}}{2n+1}}\right)}^{2}={\frac {1}{1^{2}}}+{\frac {1}{3^{2}}}+{\frac {1}{5^{2}}}+{\frac {1}{7^{2}}}+\cdots ={\frac {\pi ^{2}}{8}}\!}
{\displaystyle \sum _{n=0}^{\infty }{\left({\frac {(-1)^{n}}{2n+1}}\right)}^{3}={\frac {1}{1^{3}}}-{\frac {1}{3^{3}}}+{\frac {1}{5^{3}}}-{\frac {1}{7^{3}}}+\cdots ={\frac {\pi ^{3}}{32}}\!}
{\displaystyle \sum _{n=0}^{\infty }{\left({\frac {(-1)^{n}}{2n+1}}\right)}^{4}={\frac {1}{1^{4}}}+{\frac {1}{3^{4}}}+{\frac {1}{5^{4}}}+{\frac {1}{7^{4}}}+\cdots ={\frac {\pi ^{4}}{96}}\!}
{\displaystyle \sum _{n=0}^{\infty }{\left({\frac {(-1)^{n}}{2n+1}}\right)}^{5}={\frac {1}{1^{5}}}-{\frac {1}{3^{5}}}+{\frac {1}{5^{5}}}-{\frac {1}{7^{5}}}+\cdots ={\frac {5\pi ^{5}}{1536}}\!}
{\displaystyle \sum _{n=0}^{\infty }{\left({\frac {(-1)^{n}}{2n+1}}\right)}^{6}={\frac {1}{1^{6}}}+{\frac {1}{3^{6}}}+{\frac {1}{5^{6}}}+{\frac {1}{7^{6}}}+\cdots ={\frac {\pi ^{6}}{960}}\!}
{\displaystyle \pi ={1}+{\frac {1}{2}}+{\frac {1}{3}}+{\frac {1}{4}}-{\frac {1}{5}}+{\frac {1}{6}}+{\frac {1}{7}}+{\frac {1}{8}}+{\frac {1}{9}}-{\frac {1}{10}}+{\frac {1}{11}}+{\frac {1}{12}}-{\frac {1}{13}}+\cdots \!}   (Euler, 1748)
Após os primeiros dois termos, os sinais são determinados como segue: Se o denominador é primo da forma 4m - 1, o sinal é positivo; se o denominador é um primo da forma 4m + 1, o sinal é negativo; para números compostos, o sinal é igual ao produto dos seus sinais em seus fatores.
Também:
{\displaystyle \sum _{n=1}^{\infty }{\frac {F_{2n}}{n^{2}{\binom {2n}{n}}}}={\frac {4\pi ^{2}}{25{\sqrt {5}}}}}
onde {\displaystyle F_{n}} é o n-ésimo número de Fibonacci.

### Fórmulas do tipo Machin
Ver também fórmula de Machin.
(Unidades dos ângulos em radianos)
{\displaystyle {\frac {\pi }{4}}=4\arctan {\frac {1}{5}}-\arctan {\frac {1}{239}}\!} (fórmula original de John Machin)
{\displaystyle {\frac {\pi }{4}}=\arctan 1}
{\displaystyle {\frac {\pi }{4}}=\arctan {\frac {1}{2}}+\arctan {\frac {1}{3}}\!}
{\displaystyle {\frac {\pi }{4}}=2\arctan {\frac {1}{2}}-\arctan {\frac {1}{7}}\!}
{\displaystyle {\frac {\pi }{4}}=2\arctan {\frac {1}{3}}+\arctan {\frac {1}{7}}\!}
{\displaystyle {\frac {\pi }{4}}=5\arctan {\frac {1}{7}}+2\arctan {\frac {3}{79}}\!}
{\displaystyle {\frac {\pi }{4}}=6\arctan {\frac {1}{8}}+2\arctan {\frac {1}{57}}+\arctan {\frac {1}{239}}\!}
{\displaystyle {\frac {\pi }{4}}=12\arctan {\frac {1}{49}}+32\arctan {\frac {1}{57}}-5\arctan {\frac {1}{239}}+12\arctan {\frac {1}{110443}}\!}
{\displaystyle {\frac {\pi }{4}}=44\arctan {\frac {1}{57}}+7\arctan {\frac {1}{239}}-12\arctan {\frac {1}{682}}+24\arctan {\frac {1}{12943}}\!}
{\displaystyle {\frac {\pi }{2}}=\sum _{n=0}^{\infty }\arctan {\frac {1}{F_{2n+1}}}=\arctan {\frac {1}{1}}+\arctan {\frac {1}{2}}+\arctan {\frac {1}{5}}+\arctan {\frac {1}{13}}+\cdots \!}
sendo {\displaystyle F_{n}} o n-ésimo número de Fibonacci.

### Séries infinitas
Algumas séries infinitas envolvendo pi são:
| {\displaystyle \pi ={\frac {1}{Z}}\!}                           | {\displaystyle Z=\sum _{n=0}^{\infty }{\frac {((2n)!)^{3}(42n+5)}{(n!)^{6}{16}^{3n+1}}}\!} |
| {\displaystyle \pi ={\frac {4}{Z}}\!}                           | {\displaystyle Z=\sum _{n=0}^{\infty }{\frac {(-1)^{n}(4n)!(21460n+1123)}{(n!)^{4}{441}^{2n+1}{2}^{10n+1}}}}                                                                                       |
| {\displaystyle \pi ={\frac {4}{Z}}\!}                           | {\displaystyle Z=\sum _{n=0}^{\infty }{\frac {(6n+1)\left({\frac {1}{2}}\right)_{n}^{3}}{{4^{n}}(n!)^{3}}}\!}                                                                                      |
| {\displaystyle \pi ={\frac {32}{Z}}\!}                          | {\displaystyle Z=\sum _{n=0}^{\infty }\left({\frac {{\sqrt {5}}-1}{2}}\right)^{8n}{\frac {(42n{\sqrt {5}}+30n+5{\sqrt {5}}-1)\left({\frac {1}{2}}\right)_{n}^{3}}{{64^{n}}(n!)^{3}}}\!}            |
| {\displaystyle \pi ={\frac {27}{4Z}}\!}                         | {\displaystyle Z=\sum _{n=0}^{\infty }\left({\frac {2}{27}}\right)^{n}{\frac {(15n+2)\left({\frac {1}{2}}\right)_{n}\left({\frac {1}{3}}\right)_{n}\left({\frac {2}{3}}\right)_{n}}{(n!)^{3}}}\!}  |
| {\displaystyle \pi ={\frac {15{\sqrt {3}}}{2Z}}\!}              | {\displaystyle Z=\sum _{n=0}^{\infty }\left({\frac {4}{125}}\right)^{n}{\frac {(33n+4)\left({\frac {1}{2}}\right)_{n}\left({\frac {1}{3}}\right)_{n}\left({\frac {2}{3}}\right)_{n}}{(n!)^{3}}}\!} |
| {\displaystyle \pi ={\frac {85{\sqrt {85}}}{18{\sqrt {3}}Z}}\!} | {\displaystyle Z=\sum _{n=0}^{\infty }\left({\frac {4}{85}}\right)^{n}{\frac {(133n+8)\left({\frac {1}{2}}\right)_{n}\left({\frac {1}{6}}\right)_{n}\left({\frac {5}{6}}\right)_{n}}{(n!)^{3}}}\!} |
| {\displaystyle \pi ={\frac {5{\sqrt {5}}}{2{\sqrt {3}}Z}}\!}    | {\displaystyle Z=\sum _{n=0}^{\infty }\left({\frac {4}{125}}\right)^{n}{\frac {(11n+1)\left({\frac {1}{2}}\right)_{n}\left({\frac {1}{6}}\right)_{n}\left({\frac {5}{6}}\right)_{n}}{(n!)^{3}}}\!} |
| {\displaystyle \pi ={\frac {2{\sqrt {3}}}{Z}}\!}                | {\displaystyle Z=\sum _{n=0}^{\infty }{\frac {(8n+1)\left({\frac {1}{2}}\right)_{n}\left({\frac {1}{4}}\right)_{n}\left({\frac {3}{4}}\right)_{n}}{(n!)^{3}{9}^{n}}}\!}                            |
| {\displaystyle \pi ={\frac {\sqrt {3}}{9Z}}\!}                  | {\displaystyle Z=\sum _{n=0}^{\infty }{\frac {(40n+3)\left({\frac {1}{2}}\right)_{n}\left({\frac {1}{4}}\right)_{n}\left({\frac {3}{4}}\right)_{n}}{(n!)^{3}{49}^{2n+1}}}\!}                       |
| {\displaystyle \pi ={\frac {2{\sqrt {11}}}{11Z}}\!}             | {\displaystyle Z=\sum _{n=0}^{\infty }{\frac {(280n+19)\left({\frac {1}{2}}\right)_{n}\left({\frac {1}{4}}\right)_{n}\left({\frac {3}{4}}\right)_{n}}{(n!)^{3}{99}^{2n+1}}}\!}                     |
| {\displaystyle \pi ={\frac {\sqrt {2}}{4Z}}\!}                  | {\displaystyle Z=\sum _{n=0}^{\infty }{\frac {(10n+1)\left({\frac {1}{2}}\right)_{n}\left({\frac {1}{4}}\right)_{n}\left({\frac {3}{4}}\right)_{n}}{(n!)^{3}{9}^{2n+1}}}\!}                        |
| {\displaystyle \pi ={\frac {4{\sqrt {5}}}{5Z}}\!}               | {\displaystyle Z=\sum _{n=0}^{\infty }{\frac {(644n+41)\left({\frac {1}{2}}\right)_{n}\left({\frac {1}{4}}\right)_{n}\left({\frac {3}{4}}\right)_{n}}{(n!)^{3}5^{n}{72}^{2n+1}}}\!}                |
| {\displaystyle \pi ={\frac {4{\sqrt {3}}}{3Z}}\!}               | {\displaystyle Z=\sum _{n=0}^{\infty }{\frac {(-1)^{n}(28n+3)\left({\frac {1}{2}}\right)_{n}\left({\frac {1}{4}}\right)_{n}\left({\frac {3}{4}}\right)_{n}}{(n!)^{3}{3^{n}}{4}^{n+1}}}\!}          |
| {\displaystyle \pi ={\frac {4}{Z}}\!}                           | {\displaystyle Z=\sum _{n=0}^{\infty }{\frac {(-1)^{n}(20n+3)\left({\frac {1}{2}}\right)_{n}\left({\frac {1}{4}}\right)_{n}\left({\frac {3}{4}}\right)_{n}}{(n!)^{3}{2}^{2n+1}}}\!}                |
| {\displaystyle \pi ={\frac {72}{Z}}\!}                          | {\displaystyle Z=\sum _{n=0}^{\infty }{\frac {(-1)^{n}(4n)!(260n+23)}{(n!)^{4}4^{4n}18^{2n}}}\!}                                                                                                   |
| {\displaystyle \pi ={\frac {3528}{Z}}\!}                        | {\displaystyle Z=\sum _{n=0}^{\infty }{\frac {(-1)^{n}(4n)!(21460n+1123)}{(n!)^{4}4^{4n}882^{2n}}}\!}                                                                                              |

onde
{\displaystyle (x)_{n}\!}
é o símbolo de Pochhammer.

### Produtos infinitos
{\displaystyle {\frac {\pi }{4}}={\frac {3}{4}}\cdot {\frac {5}{4}}\cdot {\frac {7}{8}}\cdot {\frac {11}{12}}\cdot {\frac {13}{12}}\cdot {\frac {17}{16}}\cdot {\frac {19}{20}}\cdot {\frac {23}{24}}\cdot {\frac {29}{28}}\cdot {\frac {31}{32}}\cdots \!} (Euler)
onde os numeradores são primos ímpares; cada denominador é um múltiplo de quatro próximo ao numerador.
{\displaystyle \prod _{n=1}^{\infty }{\frac {4n^{2}}{4n^{2}-1}}={\frac {2}{1}}\cdot {\frac {2}{3}}\cdot {\frac {4}{3}}\cdot {\frac {4}{5}}\cdot {\frac {6}{5}}\cdot {\frac {6}{7}}\cdot {\frac {8}{7}}\cdot {\frac {8}{9}}\cdots ={\frac {4}{3}}\cdot {\frac {16}{15}}\cdot {\frac {36}{35}}\cdot {\frac {64}{63}}\cdots ={\frac {\pi }{2}}\!} (see also Wallis product)
Fórmula da Viète:
{\displaystyle {\frac {\sqrt {2}}{2}}\cdot {\frac {\sqrt {2+{\sqrt {2}}}}{2}}\cdot {\frac {\sqrt {2+{\sqrt {2+{\sqrt {2}}}}}}{2}}\cdot \cdots ={\frac {2}{\pi }}\!}

## Frações contínuas
{\displaystyle \pi ={3+{\cfrac {1^{2}}{6+{\cfrac {3^{2}}{6+{\cfrac {5^{2}}{6+{\cfrac {7^{2}}{6+\ddots \,}}}}}}}}}}
{\displaystyle \pi ={\cfrac {4}{1+{\cfrac {1^{2}}{3+{\cfrac {2^{2}}{5+{\cfrac {3^{2}}{7+{\cfrac {4^{2}}{9+\ddots }}}}}}}}}}}
{\displaystyle \pi ={\cfrac {4}{1+{\cfrac {1^{2}}{2+{\cfrac {3^{2}}{2+{\cfrac {5^{2}}{2+{\cfrac {7^{2}}{2+\ddots }}}}}}}}}}\,}
Para mais informações sobre esta terceira identidade ver fração contínua de Euler.
(Ver também fração contínua e fração contínua generalizada.)

### Miscelânea
{\displaystyle n!\sim {\sqrt {2\pi n}}\left({\frac {n}{e}}\right)^{n}\!} (fórmula de Stirling)
{\displaystyle e^{i\pi }+1=0\!} (identidade de Euler)
{\displaystyle \sum _{k=1}^{n}\varphi (k)\sim {\frac {3n^{2}}{\pi ^{2}}}\!} (ver função totiente de Euler)
{\displaystyle \sum _{k=1}^{n}{\frac {\varphi (k)}{k}}\sim {\frac {6n}{\pi ^{2}}}\!} (ver função totiente de Euler)
{\displaystyle \Gamma \left({1 \over 2}\right)={\sqrt {\pi }}\!} (ver também função gama)
{\displaystyle \pi ={\frac {\Gamma \left({1/4}\right)^{4/3}\operatorname {agm} (1,{\sqrt {2}})^{2/3}}{2}}\!} (onde agm é a média aritmética-geométrica)
{\displaystyle \lim _{n\rightarrow \infty }{\frac {1}{n^{2}}}\sum _{k=1}^{n}(n\;{\bmod {\;}}k)=1-{\frac {\pi ^{2}}{12}}\!} (where mod is the modulo function which gives the rest of a division this formula is getting better for higher n)
{\displaystyle \pi =\lim _{n\rightarrow \infty }{\frac {4}{n^{2}}}\sum _{k=1}^{n}{\sqrt {n^{2}-k^{2}}}} (soma de Riemann para avaliar a área da circunferência unitária)
{\displaystyle \pi =\lim _{n\rightarrow \infty }{\frac {2^{4n}}{n{2n \choose n}^{2}}}} (fórmula de Stirling)